# Giacomo Conti (Komponist)
Giacomo Conti (* 24. Mai 1754 in Mailand; † 24. Januar 1805 in Wien) war ein italienischer Violinist und Komponist.

## Leben
Giacomo Conti, der häufig mit dem Kastraten Gioacchino Conti (1714–1761) verwechselt wird, wurde 1779 erstmals als Operndirigent in Varese erwähnt. Für 1786 ist ein Auftritt als Violinsolist in Zürich belegt, danach dirigierte er wieder Opern in verschiedenen Städten der Norditaliens. In den späten 1780er-Jahren reiste er nach Russland, wo er in Diensten des Zaren und des Reichsfürsten Grigori Alexandrowitsch Potjomkin stand, wie er auf dem Titelblatt seiner Sonaten op. 1 vermerkte. Ab 1791 lebte Conti in Wien, wo er mit mäßigem Erfolg italienische Opern dirigierte. 1797 wurde er in die Wiener Hofmusikkapelle aufgenommen und war außerdem „Geigenmeister“ bei Moritz Reichsgraf von Fries.
Contis Violinwerke sind technisch interessant, melodisch ließ er sich vielfach von Opern seiner Zeit inspirieren. Zu seinen Schülern zählte vermutlich Alessandro Rolla.

## Werke (Auswahl)
- 6 Sonaten für Violine und Bass op. 1 (Wien, 1788)
- 6 Sonaten für Violine und Bass op. 2 (Wien, 1790)
- Violinkonzert op. 4 (Wien, 1790)
- Violinkonzert op. 5 (Wien, 1790)
- 3 Duos für 2 Violinen op. 6 (Wien, 1791)
- Solo für Violine op.8 (Wien, 1797)
- 3 Duos für 2 Violinen op. 9 (Wien, 1797)
- 3 Duos für 2 Violinen op. 10 (Wien, 1801)
- Mehrere Trios für 2 Violinen und Bass
- Sinfonia a 4 mit Orgel (verschollen)